# ناصر عباسی
ناصر عباسی بازیکن بازنشسته باشگاه فوتبال استقلال تهران است. وی سابقه‌ی قهرمانی آسیا به همراه استقلال را در کارنامه ورزشی خود دارد.
ناصر عباسی در سال ۱۳۷۰ به استقلال پیوست و تا ۱۳۷۱ در عضویت این تیم بود. وی با وجود آنکه برای این تیم فقط ۲۵ بار به میدان رفت اما از آنجا که دوران حضور او در استقلال با حضور آسیایی آبی پوشان همزمان بود افتخارات بزرگی نصیب او شد.

## مشکلات شخصی
ناصر عباسی در اوج دوران جوانی نه تنها از استقلال بلکه به یکباره از فوتبال کناره‌گیری کرد و مدت طولانی از او خبری نبود و کاملاً فراموش شده بود تا اینکه بعد از نزدیک به دو دهه بی‌خبری با حضور دربرنامه ای اجتماعی به نام اختیاریه که از شبکه پنج تلویزیون ایران پخش می‌شد پرده از راز زندگی خود برداشت و گفت دلیل کناره گیریش از فوتبال مصرف افیون بود. عباسی گفت: ۱۶ سال گرفتار اعتیاد به مواد مخدر بودم. وی ادامه داد هر کاری می‌کردم نمی‌توانستم خلاص بشوم تا اینکه در سال ۱۳۸۶ در پی آشنایی با انجمن معتادان گمنام موفق به رهایی از این دام شدم. ناصر عباسی با تقدیر از امیر قلعه‌نویی گفت: امیر خان همیشه کنارم بود و هر کاری برای نجاتم انجام می‌داد. بعد از رهایی از من دعوت کرد که با او همکاری کنم ولی حقیقت اینست که من قصد بازگشت به دنیای فوتبال را ندارم.

## افتخارات
باشگاه فوتبال استقلال تهران
 قهرمان آسیا (۱) دوره جام باشگاه‌های آسیا ۹۱–۱۹۹۰
 نایب قهرمان آسیا (۱) دوره جام باشگاه‌های آسیا ۱۹۹۱
 قهرمان تهران (۱) دوره جام باشگاه‌های تهران ۱۳۷۰
 نایب قهرمان ایران (۱) دوره لیگ فوتبال ایران ۷۱–۱۳۷۰
 قهرمان جام استقلال قطر ۱۹۹۱
 قهرمان جام بسیج ۱۳۷۱